# میرچه
میرچه (به لاتین: Mircze) یک روستا در لهستان است که در گمینا میرچه واقع شده‌است. میرچه  ۱٬۵۲۰ نفر جمعیت دارد.